# 格尔木农垦有限公司
格尔木农垦有限公司，是中国青海省海西蒙古族藏族自治州格尔木市下辖的一个类似乡级单位。

## 行政区划
格尔木农垦有限公司共辖以下地区：
园艺农工商公司生活区、河东农工商公司生活区、河西农工商公司生活区。